# Therese Olofsson
Therese Olofsson, född 16 augusti 1973, är en svensk före detta friidrottare (sprinter). Hon tävlade för klubben Hälle IF. Hon har noterats för den andra bästa tiden av en svenska på 100 meter efter Linda Haglund.

## Personliga rekord
- 100 meter - 11,32 (Gävle 2 juli 1996)
- 200 meter - 23,78 (Uddevalla 15 juni 1996)
- 400 meter - 54,04 (Stockholm 18 juni 1996)